# Las Navas (Northern Samar)
Las Navas è una municipalità di quarta classe delle Filippine, situata nella Provincia di Northern Samar, nella regione di Visayas Orientale.
Las Navas è formata da 53 baranggay:
- Balugo
- Bugay
- Bugtosan
- Bukid
- Bulao
- Caputoan
- Catoto-ogan
- Cuenco
- Dapdap
- Del Pilar
- Dolores
- Epaw
- Geguinta
- Geracdo
- Guyo
- H. Jolejole
- H. Jolejole District (Pob.)
- Hangi

- Imelda
- L. Empon
- Lakandula
- Lumala-og
- Lourdes
- Mabini
- Macarthur
- Magsaysay
- Matelarag
- Osmeña
- Paco
- Palanas
- Perez
- Poponton
- Quezon
- Quirino
- Quirino District (Pob.)
- Rebong

- Rizal
- Roxas
- Rufino
- Sag-od
- San Andres
- San Antonio
- San Fernando
- San Francisco
- San Isidro
- San Jorge
- San Jose
- San Miguel
- Santo Tomas
- Tagab-iran
- Tagan-ayan
- Taylor
- Victory